# Hexarthrius parryi parryi
Hexarthrius parryi parry es una especie de coleóptero de la familia Lucanidae.

## Distribución geográfica
Habita en Sylhet, Assam, Sikkim, Sonda (India).